# Alla ricerca di Dory - Interviste al parco oceanografico
Alla ricerca di Dory - Interviste al parco oceanografico (Marine Life Interviews) è un cortometraggio animato del 2016 diretto da Ross Stevenson e prodotto dalla Pixar Animation Studios in co-produzione con Walt Disney Pictures.

## Trama
Il corto è incentrato su alcuni personaggi secondari del film Alla ricerca di Dory, che rilasciano brevi interviste e pensieri riguardanti Dory, in maniera simile alle interviste ai personaggi nel film precedente Alla ricerca di Nemo.